# Ninety One

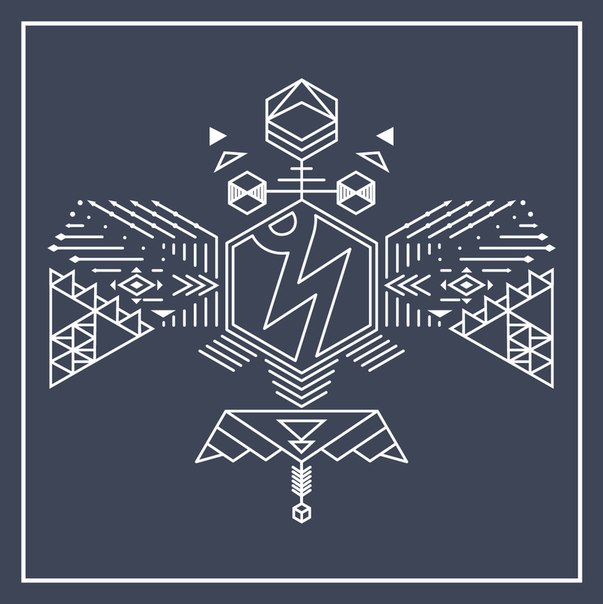
Logo

Ninety One (oder 91) ist eine fünfköpfige Q-Pop-Band aus Kasachstan. Die Band, die auch viele Hip-Hop-Elemente benutzt, wurde 2013 von JUZ Entertainment gegründet. Sie besteht aus ALEM, ACE, ZAQ und BALA. Der Gründer des neuen musikalischen Genres Q-Pop (englisch Qazaq-pop, Kasachisch pop), das aus dem K-Pop abgeleitet ist. Ein Produzent der Gruppe ist Mitglied der beliebten kasachischen Gruppe Orda – Yerbolat Bedelkhan. A.Z. hat die Gruppe verlassen und macht derzeit eigene Musik.

## Geschichte

### 2015: Das Debüt mit dem Aiyptama
Die Gruppe Ninety One wurde im Jahr 2014 aufgrund des Projektes K-Top Idols gegründet. ZAQ und A.Z. waren die Gewinner des Projektes, aber ALEM und BALA kamen durch ein Casting zur Band. ACE hat sich dieser Gruppe nach einer Ausbildung in einer Agentur S.M. Entertainment in Südkorea angeschlossen. Am Anfang hat sich die Gruppe The KTI-boys and W genannt. Nach anderthalb Jahren Vorbereitung haben sie im 1. September 2015 den Namen der Gruppe in Ninety One geändert. Sie haben ihre erste Single, die „Aiyptama“ heißt, veröffentlicht. (Beschuldige nicht). Im 1. September 2015 wurde das Musikvideo zu diesem Lied veröffentlicht, das 20 Wochen die musikalischen Charts des kasachischen Fernsehkanals angeführt hat. Im 1. Dezember 2015 wurde das erste mini-Album „Aiyptama“ veröffentlicht.

### 2016: Kaitadan
2. Juni 2016 wurde das neue Musikvideo zum Lied „Kaitadan“ veröffentlicht (von neuem). Dieses Musikvideo hat die Charts des kasachischen Fernsehkanals „Gakku TV“ angeführt. Jetzt bereiten die Bandmitglieder ihr neues komplettes Album vor. Und sie haben das Lied „Lady“, aus dem Repertoire des Gruppe ORDA aufgenommen, und wollen zu diesem Lied noch ein Musikvideo machen.

### Der Name der Gruppe
Die Bandmitglieder erklären den Namen der Gruppe so:
„Der Sinn des Namens besteht darin, dass Ninety One auf Englisch 91 bedeutet, denn im Jahr 1991 hat unser Kasachstan seine Unabhängigkeit erhalten. Das heißt, die Musik, der Stil und das Schaffen von Ninety One sind völlig unabhängig.“

## Mitglieder
| Pseudonym | Der bürgerlich Name            | Der bürgerlich Name        | Geburtsdatum       | Geburtsort           | Funktion in der Gruppe                |
| Pseudonym | Deutsch                        | Kasachisch                 | Geburtsdatum       | Geburtsort           | Funktion in der Gruppe                |
| --------- | ------------------------------ | -------------------------- | ------------------ | -------------------- | ------------------------------------- |
| A.Z.      | Asamat Bajbolatuly Senkajew    | Азамат Байболатұлы Зенкаев | 28. September 1993 | Kasachstan, Atyrau   | Anführer und Hauptrapper              |
| ALEM      | Batyrchan Abajuly Malik        | Батырхан Абайұлы Мәлік     | 18. Februar 1993   | Usbekistan, Uchkuduk | Sänger und Komponist                  |
| ACE       | Asamat Kajratuly Aschmaqyn     | Азамат Қайратұлы Ашмақын   | 29. August 1993    | Kasachstan, Almaty   | Sänger, Tänzer und Gesicht der Gruppe |
| ZaQ       | Dulat Bolatuly Muchametkalijew | Дулат Болатұлы Мұхаметқали | 8. Februar 1996    | Kasachstan, Semei    | Choreograph und Rapper                |
| BALA      | Danijar Akylbajuly Qulymscha   | Данияр Ақылбайұлы Құлымша  | 19. Februar 1998   | Kasachstan, Aktobe   | Leadsänger                            |

### A.Z.
Asamat Bajbolatuly Senkajew ist der Anführer der Gruppe und der Rapper. Er wurde am 28. September 1993 in der Stadt Atyrau in Kasachstan geboren. Asamat hat eine Schwester und einen jüngeren Bruder. Im Jahr 2004 hat er begonnen, sich für Rap zu interessieren, und hat an einem freestyle battle teilgenommen. Seit 2006 beschäftigt sich er mit Underground Rap. Er ist der Gewinner des Projekts „K-Top Idols“.

### ALEM
Batyrchan Abajuly Malik, der Sänger der Gruppe, wurde am 18. Februar 1993 in der Stadt Uchkuduk in Usbekistan geboren. Er hat einen älteren Bruder und eine jüngere Schwester. Alem hat in der Stadt Chelyabinsk in Russland „Die Akademie für Kultur und Kunst“ beendet. Er war der Finalist der Castingshow „Die Stimme von Kasachstan“, Halbfinalist des Projektes X-Faktor, der Preisträger internationaler musikalischer Wettbewerbe, die in Städten wie Barcelona (Spanien), Berlin (Deutschland) und manchen Städten in Russland stattfanden.

### ACE
Asamat Kajratuly Aschmaqyn wurde am 29. August 1993 in der Stadt Almaty geboren. Ace hat ein jüngerer Bruder, der im 2019 eine Gruppe NKI gegründet hat. Er ist der Schauspielabsolvent der „kasachischen nationalen Akademie für Kunst“. Von 2012 bis 2015 hat er eine Ausbildung in der Agentur S.M. Entertainment in Südkorea gemacht. Er spricht Kasachisch, Russisch und Koreanisch. Er liest gerne mystische und esoterische Bücher.

### ZAQ
Dulat Bolatuly Muchametkalijew wurde am 8. Februar 1996 in der Stadt Semei geboren. Er hat einen jüngeren Bruder und eine jüngere Schwester. Dulat ist der Sieger der internationalen Olympiade der Russischen Sprache. 

### BALA
Danijar Akylbajuly Kulumschin ist der Hauptsänger der Gruppe. Er wurde am 19. Februar 1998 in der Stadt Aktobe geboren. Bala hat eine jüngere Schwester und einen jüngeren Bruder. Er ist das älteste Kind seiner Familie und das jüngste Mitglied der Gruppe. Er ist Ex-Mitglied der instrumentellen Gruppe „Brotherhood“. Daniyar singt von der Kindheit und begeistert sich für die Musik. Er hat in der 7. Klasse begonnen, sich für Fußball zu interessieren.

## Diskografie

### Singles
| Die Titel der Lieder | Die Titel der Lieder     | Veröffentlichungstermin | Album          |
| Der Originaltitel    | Die deutsche Übersetzung | Veröffentlichungstermin | Album          |
| -------------------- | ------------------------ | ----------------------- | -------------- |
| Ayiptama             | Beschuldige nicht        | 1. September 2015       | Aiyptama       |
| Kaitadan             | Von neuem                | 26. Januar 2016         | Aiyptama       |
| Kalai karaisyn?      | Wie du es siehst?        | 10. Februar 2016        | Aiyptama       |
| Kaiyrly tyn          | Gute Nacht               |                         | Aiyptama       |
| Umytpa               | Vergiss nicht            | 18. März 2016           | Aiyptama       |
| Su asty              | Unterwasser              | 1. Mai 2017             | Qarangy Zharyq |
| Yeski Taspa Bii'     |                          | 4. Juni 2017            | Qarangy Zharyq |
| Bayau                | Langsam                  | 8. Juli 2017            | Qarangy Zharyq |
| Mooz                 | Eis                      | 16. August 2017         | Qarangy Zharyq |
| Ah!Yah!Mah!          |                          | 31. Dezember 2017       | Qarangy Zharyq |
| E.Yeah               | Besitzer                 | 25. Juni 2018           | Dopamine       |
| All I Need           | Alles was ich brauche    | 29. Juli 2018           | Dopamine       |

### Alben
| №  | Titel                     | Information                                                                             |
| -- | ------------------------- | --------------------------------------------------------------------------------------- |
| 1. | Das Mini-Album „Aiyptama“ | Die Präsentation des Albums war in 1. Dezember (Almaty) und 17. Dezember (Astana) 2015. |
| 2. | Qarangy Zharyq            |                                                                                         |
| 3. | Dopamine                  |                                                                                         |

## Videografie
| №   | Name des Musikvideos                                                | Veröffentlichungstermin |
| --- | ------------------------------------------------------------------- | ----------------------- |
| 1.  | Aiyptama                                                            | 8. Oktober 2015         |
| 2.  | Die Neujahrsgrüße (Bol bizben birge (deutsch Sei zusammen mit uns)) | 31. Dezember 2015       |
| 3.  | Kaitadan                                                            | 2. Juni 2016            |
| 4.  | Kalai karaisyn?                                                     | 12. Dezember 2016       |
| 5.  | Su asty                                                             | 2. Mai 2017             |
| 6.  | Yeski taspa bii'                                                    | 5. Juni 2017            |
| 7.  | Bayau                                                               | 10. Juli 2017           |
| 8.  | Mooz                                                                | 21. August 2017         |
| 9.  | Ah!Yah!Mah!                                                         | 31. Dezember 2017       |
| 10. | E. Yeah                                                             | 25. Juni 2018           |